# AZ Alkmaar (Frauenfußball)
Die Frauenfußballabteilung des AZ Alkmaar bestand von 2007 bis 2011. Die Mannschaft spielte in der Eredivisie. Heimspielort war das TATA Steel Stadion in Velsen.

## Allgemeines
Die Mannschaftsfarben des Vereins waren rot und weiß. Während der Brust- und Rückenbereich der Trikots rot war, waren die Ärmel weiß abgehoben. Hose und Stutzen waren ebenfalls in weiß gehalten.

## Geschichte
| Saison  | Platz | Punkte | Tore  |
| ------- | ----- | ------ | ----- |
| 2007/08 | 1     | 37     | 29:16 |
| 2008/09 | 1     | 49     | 45:16 |
| 2009/10 | 1     | 42     | 32:11 |
| 2010/11 | 3     | 40     | 43:25 |

Seit der Frauenfußballsaison 2007/08 führte der Verein eine eigene Damenmannschaft. Erster Trainer wurde der Niederländer Ed Engelkes, der zuvor bereits Erfahrung mit den Damen-Nationalmannschaften der Niederlande gemacht hatte. Bereits im ersten Jahr konnte sie die erste Meisterschaft in der Geschichte der Eredivisie für Frauen gewinnen. In zwanzig Spielen gegen fünf Teams errang die Mannschaft elf Siege und vier Unentschieden und setzte sich somit gegen Verfolger Willem II Tilburg durch. Den höchsten Sieg gab es damals im Spiel gegen den SC Heerenveen, dessen Damen man mit 4:0 vom Platz schickte. Insgesamt kassierte das Team nur 16 Gegentreffer, was Ligaspitzenwert war. Dem gegenüber standen 29 selbst erzielte Tore. Nur zwei Mannschaften trafen öfter. Beste Angreiferin war Claudia van den Heiligenberg, die neunmal die gegnerische Torfrau überwand. Dies brachte ihr Rang drei in der Torschützenliste. Durch die Meisterschaft qualifizierte sich die Mannschaft für den UEFA Women’s Cup. In der Gruppe eins des Wettbewerbs verlor sie jedoch zwei von drei Spielen. Einzig in der Partie gegen den schottischen Vertreter Glasgow Rangers erkämpften die AZA-Frauen einen Punkt. Besonders heftig war die 0:7-Niederlage gegen die Mannschaft von FC Narta Chișinău aus Moldawien.
Im zweiten Ligajahr wiederholte der Klub seinen Erfolg aus dem Vorjahr. Mit den Kauf von Spielerinnen wie der Waliserin Jessica Fishlock, der ersten Britin im niederländischen Frauenfußball, wurde die Qualität des Kaders in der Breite verbessert. Wieder gelang es den gegnerischen Mannschaften nur sechzehn Gegentreffer zu erzielen. In der Offensive legte AZ dagegen zu und erzielte 49 Tore, zwanzig mehr als in der Spielzeit 2007/08. Da Roda JC Kerkrade erstmals auch eine Damenmannschaft meldete, stieg die Anzahl der Teams von sechs auf sieben. Von fünf Niederlagen musste man in drei von vier Begegnungen mit den Frauen des FC Utrecht ohne Sieg vom Feld gehen. Gegen den späteren Vizemeister ADO Den Haag verlor die Mannschaft nur eine Partie und gewann die drei restlichen. Folgerichtig verteidigte das Team von Engelkes seinen Titel. Dem Sturmduo Claudia van den Heiligenberg und Chantal de Ridder gelangen gemeinsam 21 Treffer. Beim zweiten Versuch, sich im UEFA Women’s Cup, inzwischen in UEFA Women’s Champions League umbenannt und mit neuen Turniermodus, durchzusetzen, scheiterte das Team bereits im ersten Spiel gegen die Damen von Brøndby IF aus Dänemark. In den zwei Partien reichte es nur zu einem 1:2 und 1:1.
Auch 2009/10 gingen die Alkmaarerinnen als Favorit in die Meisterschaft. Da Roda JC Kerkrade die Mannschaft nach nur einer Spielzeit wieder aus dem Spielbetrieb nahm, starteten nur sechs Klubs in die neue Saison. Doch wieder war kein Vorbeikommen an dem Altmeister. Zwar startete der AZA verhältnismäßig schlecht mit nur einem Sieg aus den ersten drei Partien, aber bis zum Saisonende verlor das Team nur dreimal und konnte mit zwölf Erfolgen vom Feld treten. Damit verwies man den hartnäckigsten Konkurrent ADO Den Haag erneut auf den zweiten Rang und sicherte sich so die dritte Meisterschaft in Folge. In Chantal de Ridder stellte man auch erstmals die Torschützenkönigen der Liga. Ihr gelangen in zwanzig Spielen vierzehn Tore. Teilen musste sie sich diesen Titel allerdings mit Sylvia Smit vom SC Heerenveen. Mit nur elf Gegentreffern in einer Saison stellte man eine neue Bestmarke auf. Zudem wurde Kim Dolstra als beste Spielerin der Liga mit dem Goldenen Schuh ausgezeichnet.
In der Saison 2010/11 lieferten sich die Damen von AZ Alkmaar einen Dreikampf um den Titel mit FC Twente Enschede und ADO Den Haag. Mit 43 Toren konnte die zweitbeste Offensive und mit 25 Gegentoren die drittbeste Defensive gestellt werden, was folgerichtig erstmals nicht zum Meistertitel, sondern nur zu Tabellenrang drei reichte. Chantal de Ridder errang dennoch mit 19 Toren abermals den Titel für die beste Torschützin. Nach der Saison zog sich AZ Alkmaar aus finanziellen Gründen vom Ligaspielbetrieb zurück.

## Wissenswertes
- Erste AZ-Torschützenkönigen der Liga wurde Chantal de Ridder 2009/10 mit 14 Treffern.
- 2009/10 kassierte das Team nur elf Gegentreffer, was Eredivisie-Rekord ist.
- 2008/09 stellte der Klub mit 45 erzielten Toren eine Vereinsbestleistung auf.
- Erste Goldene Schuh-Gewinnerin für AZ war Verteidigerin Kim Dolstra.

## Stadion
Seine Heimspiele trug die Mannschaft im Sportpark Schoonenberg in Velsen-Zuid aus. 2009 wurde es in TATA Steel Stadion umbenannt. Namensgeber ist der indische Stahlproduzent Tata Steel. Die Eröffnung der Sportstätte war 1947. Heute können ca. 3250 Zuschauer ein Spiel besuchen. Seit der Saison 2011/12 nutzt die Herrenabteilung von Telstar alleine die Sportstätte.

## Erfolge
- Niederländischer Meister: 2007/08, 2008/09, 2009/10

## Trainer
| Name des Trainers | Zeitraum  | Bemerkung |
| ----------------- | --------- | --- |
| Ed Engelkes       | 2007–2011 | 2007/08: Niederländischer Frauenfußball-Meister 2008/09: Niederländischer Frauenfußball-Meister 2009/10: Niederländischer Frauenfußball-Meister |